# Sorceress
Sorceress är det svenska progressiva metal/progressiva rock-bandet Opeths tolfte studioalbum. Albumet släpptes den 30 september 2016 av skivbolaget Moderbolaget Records (Nuclear Blast i USA).

## Låtlista
Text & musik: Mikael Åkerfeldt (spår 1–7, 9–11), Åkerfeldt / Fredrik Åkesson (spår 8) 
| Nr           | Titel                                         | Längd   |
| ------------ | --------------------------------------------- | ------- |
| 1.           | Persephone                                    | 1:51    |
| 2.           | Sorceress                                     | 5:49    |
| 3.           | The Wilde Flowers                             | 6:49    |
| 4.           | Will O the Wisp                               | 5:07    |
| 5.           | Chrysalis                                     | 7:16    |
| 6.           | Sorceress 2                                   | 3:49    |
| 7.           | The Seventh Sojourn                           | 5:29    |
| 8.           | Strange Brew                                  | 8:44    |
| 9.           | A Fleeting Glance                             | 5:06    |
| 10.          | Era                                           | 5:41    |
| 11.          | Persephone (Slight Return)                    | 0:54    |
| 12.          | The Ward (Limited Edition bonus track)        | 3:13    |
| 13.          | Spring MCMLXXIV (Limited Edition bonus track) | 6:11    |
| Total längd: | Total längd:                                  | 1:05:59 |

## Medverkande
Musiker (Opeth-medlemmar)
- Mikael Åkerfeldt – gitarr, sång
- Martín Méndez – basgitarr
- Martin Axenrot – trummor, percussion
- Fredrik Åkesson – gitarr, bakgrundssång
- Joakim Svalberg – keyboard, piano, hammondorgel, mellotron, synthesizer, bakgrundssång

Bidragande musiker
- Will Malone – arrangemang (stråkare)
- Pascale Marie Vickery – berättare (spår 1, 11)

Produktion
- Mikael Åkerfeldt – producent
- Tom Dalgety – producent, ljudtekniker, ljudmix
- Robbie Nelson – ljudtekniker (stråkare)
- John Davis – mastering
- Nina Johansson – omslagsdesign
- Travis Smith – omslagsdesign, omslagskonst